# Нетсталкінг

Неофіційний символ нетсталкінгу - стилізований дінгір

Нетсталкінг (англ. netstalking) — це пошукова діяльність, що здійснюється в межах мережі за допомогою метода пошуку та спрямована на виявлення маловідомих, малодоступних і маловідвідуваних об'єктів з їх можливим подальшим аналізом, систематизацією та зберіганням, задля естетичного та інформаційного задоволення шукача. До цього визначення належить пошук об'єктів глибинної мережі, у тому числі IoT-пристроїв, пошук та опис ресурсів зі застарілими протоколами, розвиток усвідомленості у пошуку . Хоч діяльність нетсталкерів і ірраціональна, однак у процесі розвиваються потрібні навички мережного пошуку .

## Виникнення нетсталкінгу
За ідею виникнення нетсталкінгу варто завдячити Джону Рафману, канадському художнику. Саме Рафмана вважають одним із "піонерів" руху мультимедійних художників, головним натхненням яких є Інтернет. Діяльність Рафмана полягає у пошуку на сервісі Google Street View унікальних знімків. Найцікавіші знахідки Рафман включив у свій проект «Дев'ять очей Google Street View», який згодом став мультимедійною виставкою. За словами Рафмана, художник занурювався в інтернет щодня на 8—12 годин задля пошуку неймовірних та дивовижних кадрів.

## Методи нетсталкінгу
В нетсталкінгу, як правило, відокремлюють два методи пошуку незвичайної інформації: делісерч і нетрандом . Загальна методика нетсталкінгу включає три основні етапи: пошук, аналіз та архівацію  разом з опціональним написанням звіту, що носить формальний або ліричний характер .

### Делісерч
Делісерч — це цілеспрямований пошук об'єктів, що цікавлять, чиї характеристики визначені. Декілька видів делісерчу:
1. Пошук обраних файлів у конкретних файлових хостингах під час використання тих чи інших тегів чи пошукових запитів, які, як упевнена людина, повинні призвести до знахідки бажаного матеріалу. Формат файлів не має значення, це можуть бути  як відео і зображення , так і документи, аудіозаписи та все, що завгодно.
2. Пошук інформації через оператори пошуку та команди.
3. Пошук відомостей у кеші Google або в архіві Інтернету.

### Нетрандом
Нетрандом — методика пошук прихованої та невідомої інформації «методом тику», який іноді називають «пошуком голки в копиці сіна». Найбільш популярним способом пошуку інформації нетсталкери вважають саме цей спосіб, оскільки він дозволяє дослідникам мережі знайти заздалегідь не певні приховані ресурси. Виділяють кілька методів нетрандому
1. Перевірка файлів, що були додані на файлообмінні мережі за допомогою методу парсингу або сленгового варіанту «спідщитсталкінг». Використовується  абсолютно будь-яка Файлообмінна мережа.
2. Робота з рандомайзерами, тобто з сайтами чи програмами, які генерують випадковий файл чи випадковий ресурс.
3. Сканування або ручне перебирання діапазонів IP-адрес.
4. Сканування або ручне перебирання доменів у доменних зонах.
5. Робота з великими сховищами файлів та повідомлень ( FTP-вузли, BBS, P2P-мережі ).

## Зони дослідження
Полем для аналізу нетсталкерами слугує уся мережа Інтернет, яку традиційно поділяють на декілька умовних сегментів

### Видима мережа
Видима мережа (англ. Surface Web ) — це загальнодоступний інтернет. У цій частині мережі можна знайти усе, чим користується середньостатистичний користувач мережі: соціальні мережі, блоги, енциклопедії, новинні сайти тощо. Іншими словами, видима мережа - це все, що можна знайти за допомогою звичайних пошукових систем ( Google, Яндекс тощо). За оцінками, видима мережа займає приблизно 15-20% простору усієї інформації в інтернеті .

### Глибинна мережа
Глибинна мережа викликає у дослідників мережі найбільший інтерес через свою масштабність і кількість неопрацьованої інформації.Саме для вивчення цього сегмента нетсталкери використовують програми сканування діапазонів IP-адрес. Цим типом знахідок також можна вважати будь-яку інформацію, не підключену до Інтернету або інформацію, що перебувала там незначний час, своєчасно зникла з загального доступу і доступна лише тим, хто нею володіє.
Категорії знахідок:

#### Неіндексовані ресурси
1. Динамічний контент на сторінках або циклічні переадресації (наприклад: форми замовлень на онлайн-магазинах; введені дані при реєстрації; одноразові сторінки входу по логіну і паролю; результати пошуку різних автономних механізмів).
2. Контент, що не розповсюджується ботами або відвідувачами (наприклад: веб-сайти, поняття про існування яких мають лише власники домену, що відповідають за хостинг, провайдер та члени команди; IP-адреси з відкритим 80-м портом і ресурси, що забороняють індексацію засобами robots.txt або noindex ).
3. Закриті та приватні сервіси, які, можливо, обмежують перегляд технічним шляхом (наприклад: захищені зв'язкою логін-пароль роутери; файлові та хмарні сховища (або FTP ) ; URL для входу до панелі керування; потоки відеоспостереження через камери відеонагляду; чиїсь приватні схеми обміну посланнями; форуми за запрошеннями та інше, доступ до чого був обмежений людьми).
4. Вміст внутрішніх файлів, який веб-краулери ще не навчилися читати (наприклад: будь-який текст усередині відеозапису, домашньої сторінки; зображення, що лежать на FTP-вузлах і розміщені в розшаровані папки; слова пісні, що вимовляються співаком безпосередньо [не опубліковані десь бібліотеки значень і текстів, а саме слова з треку, що були записані наживо], файли з rar, zip або pgp архівів).
5. Видалене авторами і нині недоступні ресурси, профілі людей, опубліковані ними дані, оффлайн-копії яких не були зроблені (наприклад: будь-які відключені за несплату домени, видалені після закінчення терміну зберігання; файли, опубліковані на файлообмінних сайтах; видалені треди на іміджбордах зображення, прибрані адміністрацією відеохостингів записи через порушення списку прав).
6. Ресурси, які не індексуються через незручність і безперспективність потрапляння в результатах пошуку (наприклад: багатотисячні та багатомільйонні бази наукових та дослідницьких установ, призначені для співробітників; щомиті оновлюваний та змінний контент [головні сторінки на іміджбордах];

#### Інше
1. Тимчасові дані передач між одним хостом та іншим або передачі, що з'являються у певних областях на короткий проміжок часу. Наприклад, файли, надіслані одним членом F2F мережі іншому.
2. Інтранети, тобто ізольовані локальні мережі.

### Тіньова мережа
Тіньова мережа (Даркнет ,англ. Darknet ) — закритий інтернет-простір, доступ до якого не можна отримати за допомогою мережевих програм. Як правило, це мережі урядового, корпоративного чи військового призначення . Найвідомішим і найпопулярнішим представником Даркнета є Tor. Популярність його зумовлена можливістю за умов деякої анонімності поширювати будь-які матеріали. Для її перегляду потрібна наявність спеціального програмного забезпечення, а саме Tor, I2P, Freenet або інших сервісів, що дозволяють обходити блокування багатьох сайтів та давати доступ до закритих ресурсів, недоступних для пересічного користувача інтернету. На такі ресурси неможливо потрапити зі стандартних браузерів та за наявності стандартного інтернет-з'єднання. Даркнет може бути небезпечним для інтернет-новачків, дітей та пересічних користувачів , але містить і інформативні, і розважальні ресурси .

## Основні знахідки нетсталкерів
Зазвичай у прихованих сегментах Інтернету нетсталкери знаходять нет-арт, або так зване '"мережне мистецтво". Найбільший проект Джона Рафмана «Дев'ять очей Google Street View» є одним із найяскравіших проявів нет-арту. Відмінною рисою нет-арту є той факт, що Інтернет є його первинним середовищем створення та розповсюдження. Також дуже часто нетсталкери знаходять записи з камер відеоспостереження та переглядають їх у пошуках дивних чи цікавих подій. Ще одним напрямом є мережева археологія, тобто пошук колись популярних, але тепер забутих ресурсів, у тому числі зі застарілими протоколами
Інші знахідки складаються з занедбаних або ніде не проіндексованих сайтів, незапаролених серверів та камер

## Легенди

### "Смертельні файли"
Легенда про «смертельні файли» зародилася ще в 1990-х роках, коли була поширена теорія про шкоду 25 кадру. Сенс легенди про смертельні відео полягала в тому, що глядач, який його побачив, згодом накладає на себе руки. Пов'язували цю теорію, зазвичай, із впливом дитячих мультсеріалів на психіку підлітків. Пізніше було доведено, що до самогубств багатосерійні мультфільми не мають жодного відношення, а головний біль був викликаний ефектом плацебо. «Смертельні файли» у вигляді роликів зі штучно створеними звуковими ефектами є одними з легендарних елементів нетсталкінгу. Під виглядом таких записів зазвичай поширюються дивні чи лякаючі, насичені спецефектами ролики без чіткого сюжету.

### "Карта рівнів Інтернету"

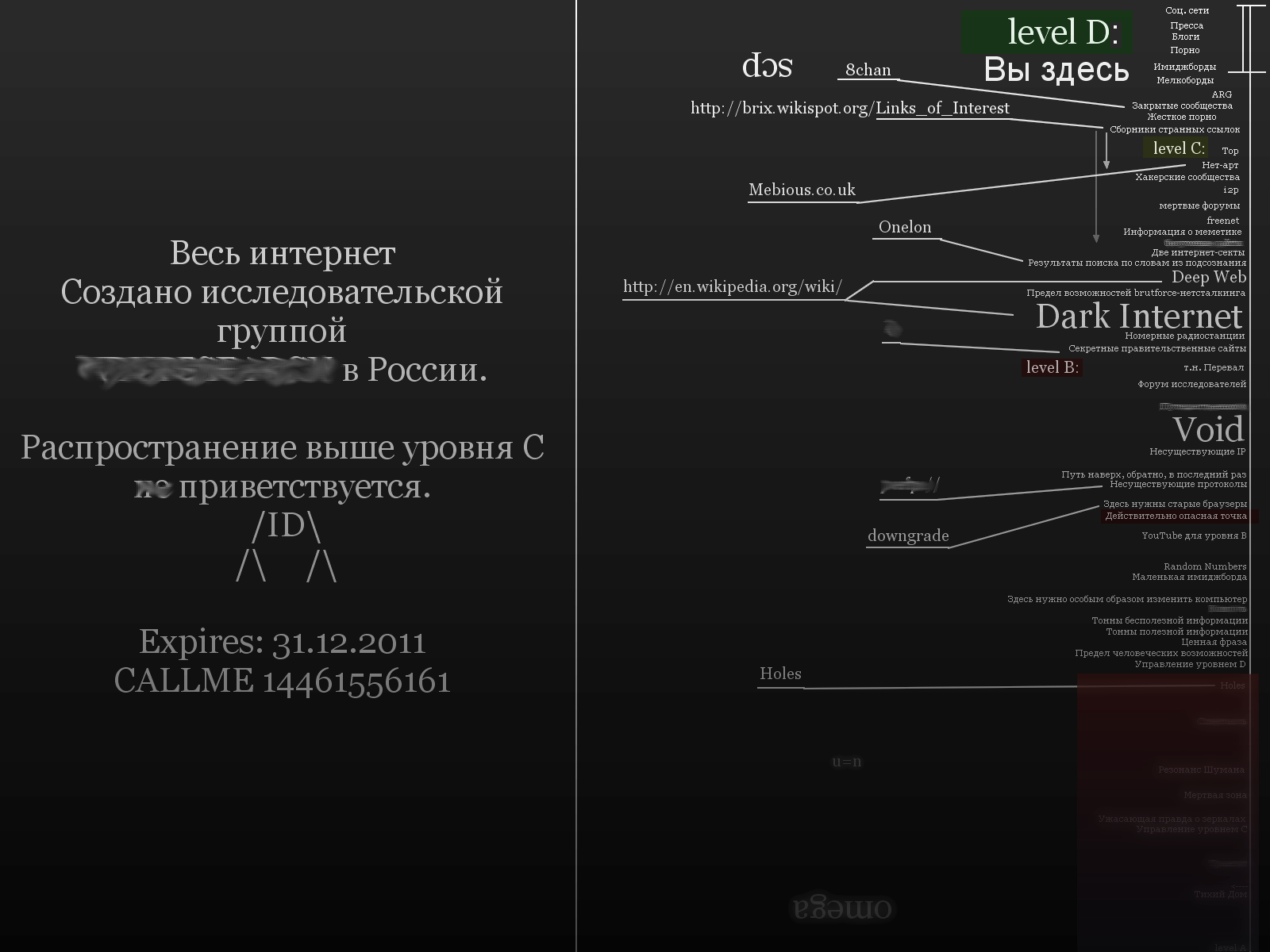
Міфічна карта «Весь Інтернет»

Карта рівнів Інтернету - найвідоміша легенда, її також називають  "Весь Інтернет" та "Рівні мережі". За цією легендою на рівнях C і D розташовуються доступні для звичайного користувача сторінки, а на рівні B і нижче розташовуються найбільш паранормальні та недосліджені місця мережі, такі як: «Перевал», «неіснуючі IP та протоколи», « YouTube рівня B», «Тихий» будинок".
Насправді «схема інтернету» є лише містифікацією та джерелом мемів для нетсталкерів. Однак схема і досі привертає увагу людей, ставши початком поширення іншої відомої легенди про «Тихий Будинок» .

### "Червона кімната"
«Red Room» ( з англ. - «Червона кімната» ) — міська легенда, яка розповідає про прихований сайт у темній мережі ( даркнет ), в якій йдуть прямі трансляції, під час яких проводяться тортури, зґвалтування та вбивства людей у прямому ефірі, при цьому глядачі самі замовляють спосіб тортури та вбивства жертви за допомогою донатів через криптовалюту. Доступ до трансляцій обмежений, потрібно купити перепустку за певну суму.
Справжніх «Червоних кімнат» нетсталкери nак і не виявили, однак було знайдено кілька фейків, які пропонували купити квиток на стрим, який почнеться за кілька днів. Коли термін наставав — сторінка просто видалялась. Потім з'ясувалося, що передавати потокові відеотрансляції через даркнет практично неможливо, а отже і формат таких матеріалів існувати в у цій мережі не може.

### "Тихий дім"
«Тихий дім» (англ. Silent House) — успішний проект Synthetical Science у сфері мемопроектування, що виник близько 2011 року. Автори цього проекту стверджували, що "Тихий дім" є фінальною точкою на дні мережі. Людина, яка потрапила до «Тихого дому», за легендою, мала пізнати істину і зникнути. Пізніше легенда набула нових містичних деталей та подробиць, а «Тихий дім» став символом невідомої частини мережевого світу. Багато нетсталкерів у 2011—2013 роках справді намагалися знайти «Тихий дім», але пошуки виявилися безуспішними. Згодом один з учасників Synthetical Science підтвердив, що «Тихий дім» — містифікація, покликана стимулювати інтерес до нетсталкінгу.

## Критика
Через ореол таємничості навколо діяльності нетсталкерів та легенд, поширених ними, дослідники мережі спочатку привернули увагу адміністраторів «груп смерті», а потім їх діяльністю зацікавилися правоохоронні органи. Нет-арт, образи та легенди стали активно використовуватися адміністраторами заборонених «груп смерті» для власної розкрутки. Наприклад, легенда про «Тихий Будинок», визнана самими творцями фікцією, набула культового та суїцидального значення.
Вважається, що заняття нетсталкінгом у деяких людей може викликати неврози, що пов'язано з відразливою тематикою контенту, який вони регулярно переглядають.